# Heliogomphus promelas
Heliogomphus promelas är en trollsländeart som först beskrevs av Selys 1873.  Heliogomphus promelas ingår i släktet Heliogomphus och familjen flodtrollsländor. IUCN kategoriserar arten globalt som nära hotad. Inga underarter finns listade i Catalogue of Life.